# Campeonato Mundial de Tiro al Plato de 1969
El XIII Campeonato Mundial de Tiro al Plato se celebró en San Sebastián (España) en el año 1969 bajo la organización de la Federación Internacional de Tiro Deportivo (ISSF) y la Real Federación Española de Tiro Olímpico.

## Resultados

### Masculino
| Evento          | Oro                                  | Plata                     | Bronce                             |
| --------------- | ------------------------------------ | ------------------------- | ---------------------------------- |
| Foso            | Ennio Mattarelli · Italia · 192 pts. | Jürgen Henke RDA 191 pts. | James Beck Estados Unidos 191 pts. |
| Foso (equipos)  | Italia · 559                         | Estados Unidos 555        | Egipto 538                         |
| Skeet           | Yuri Tsuranov URSS 198               | Nikolái Benesh URSS 196   | Romano Garagnani · Italia · 196    |
| Skeet (equipos) | URSS 587                             | Polonia · 567             | Estados Unidos 560                 |

### Femenino
| Evento | Oro                             | Plata                            | Bronce                           |
| ------ | ------------------------------- | -------------------------------- | -------------------------------- |
| Foso   | Tina Avrile · Italia · 129 pts. | Elisabeth von Soden RFA 123 pts. | Valentina Gerasina URSS 123 pts. |
| Skeet  | Nuria Ortiz · México · 145      | Larisa Gurvich URSS 142          | Elena Sebasova URSS 137          |

## Medallero
| Núm. | País           | Oro | Plata | Bronce | Total |
| ---- | -------------- | --- | ----- | ------ | ----- |
| 1    | Italia         | 3   | 0     | 1      | 4     |
| 2    | URSS           | 2   | 2     | 2      | 6     |
| 3    | México         | 1   | 0     | 0      | 1     |
| 4    | Estados Unidos | 0   | 1     | 2      | 3     |
| 5    | RDA            | 0   | 1     | 0      | 1     |
|      | RFA            | 0   | 1     | 0      | 1     |
|      | Polonia        | 0   | 1     | 0      | 1     |
| 8    | Egipto         | 0   | 0     | 1      | 1     |
|      | TOTAL          | 6   | 6     | 6      | 18    |